# Hwang Dong-hyeok
Dans ce nom coréen, le nom de famille, Hwang, précède le nom personnel.
Hwang Dong-hyeok (hangeul : 황동혁) est un scénariste et réalisateur sud-coréen, né le 21 mai 1971 à Séoul.
Il est le créateur de la série Squid Game, diffusée en 2021 sur Netflix. Le Time l'a classé parmi les 100 personnes les plus influentes du monde en 2022.

## Biographie

### Formation
Hwang Dong-hyeok naît le 26 mai 1971 à Séoul. Il étudie le journalisme (aujourd'hui de la communication) à l'université nationale de Séoul en Corée du Sud et s'initie au cinéma à l'université de Californie du Sud, à Los Angeles aux États-Unis. Il y tourne ses premiers courts-métrages.

### Réalisateur
En 2004, il présente son court métrage Miracle Mile au Festival du film de Heartland (en), racontant l'histoire d'un chauffeur américain d'origine coréenne. Il remporte le prix Crystal Heart.

#### Longs métrages
En 2007, il présente son premier long métrage My Father (마이 파더), en tant que scénariste et réalisateur. Une histoire réelle d'Aaron Bates qui, originaire de Corée du Sud adopté aux États-Unis, revient dans son pays pour retrouver son père biologique se trouvant en prison. Le film fit un box office de 902 000 entrées.
En 2011, il lance le deuxième film Silenced (도가니), adapté du roman Les Enfants du silence (도가니) de Gong Ji-yeong (2009), qui s'inspire de l'affaire Inhwa : les actes d'abus sexuel sur mineur et infanticide dans l'école de Gwangju Inhwa ont été dénoncés à la police, en 2005, à Gwangju,,. Ce film est un succès, avec 4,7 millions de spectateurs en Corée du Sud.
En 2014, son troisième film, Miss Granny (수상한 그녀), raconte l’histoire d’une veuve de 74 ans qui tombe sur un studio de photographie. Elle décide de s'habiller pour se faire un autoportrait et, alors qu'elle y sort tout juste, se retrouve mystérieusement dans son corps de ses 20 ans. Elle change alors d'identité et profite d’une nouvelle vie. Le film fera 8 millions d'entrées en Corée du Sud.
En 2017, The Fortress (남한산성) est son quatrième film, adapté du roman Namhansanseong de Kim Hoon, avec les acteurs Lee Byung-hun et Kim Yoon-seok en conseillers rivaux du roi Injo en pleine Seconde invasion mandchoue de la Corée (9 décembre 1636 - 30 janvier 1637),,.

#### Squid Game
En septembre 2019, on apprend qu'il écrirait et réaliserait une série télévisée, initialement intitulée Round Six, pour Netflix. L'histoire est inspirée d'un jeu populaire sud-coréen pour enfants des années 1970 et 1980 connu sous le nom du « jeu du calmar »,. Elle est diffusée sous le titre Squid Game (오징어 게임) dans le monde entier le 17 septembre 2021.

## Filmographie

### En tant que réalisateur

#### Longs métrages
- 2007 : My Father (마이 파더)
- 2011 : Silenced (도가니)
- 2014 : Miss Granny (수상한 그녀)
- 2017 : The Fortress (남한산성)

#### Courts métrages
- 2000 : Desperation
- 2000 : I Love Ultra Lotto
- 2004 : Miracle Mile

#### Série télévisée
- 2021 : Squid Game (오징어 게임)

### En tant que scénariste

#### Longs métrages
- 2007 : My Father (마이 파더) de lui-même
- 2011 : Silenced (도가니) de lui-même
- 2017 : The Fortress (남한산성) de lui-même

#### Courts métrages
- 2000 : Desperation de lui-même
- 2004 : Miracle Mile de lui-même

#### Série télévisée
- 2021 : Squid Game (오징어 게임)

### En tant que producteur

#### Long métrage
- 2020 : Collectors (도굴) de Park Jung-bae

### En tant qu'acteur

#### Court métrage
- 2005 : Truck Stop Diner de Chris Perkel
- 2025 :Squid Game (오징어 게임) : Caméo Episode 6

### Récompense
- Festival du film de Heartland 2004 (en) : Prix de Crystal Heart du meilleur court métrage Miracle Mile